# Herbert Brenon
Herbert Brenon (ur. 13 stycznia 1880 w Dublinie  – zm. 21 czerwca 1958 w Los Angeles) – amerykański reżyser i scenarzysta filmowy pochodzenia irlandzkiego. W 1929 podczas pierwszej ceremonii wręczenia Oscarów był jednym z nominowanych do tej nagrody, za reżyserię filmu Sorrell i syn (1927). 
W latach 1913–40 wyreżyserował przeszło 100 filmów; m.in.: Doktor Jekyll i pan Hyde (1913), Tancerka hiszpańska (1923; z główną rolą Poli Negri), Piotruś Pan (1924), Wielki Gatsby (1926), Beau Geste (1926), Sorrell i syn (1927).